# Humiria balsamifera

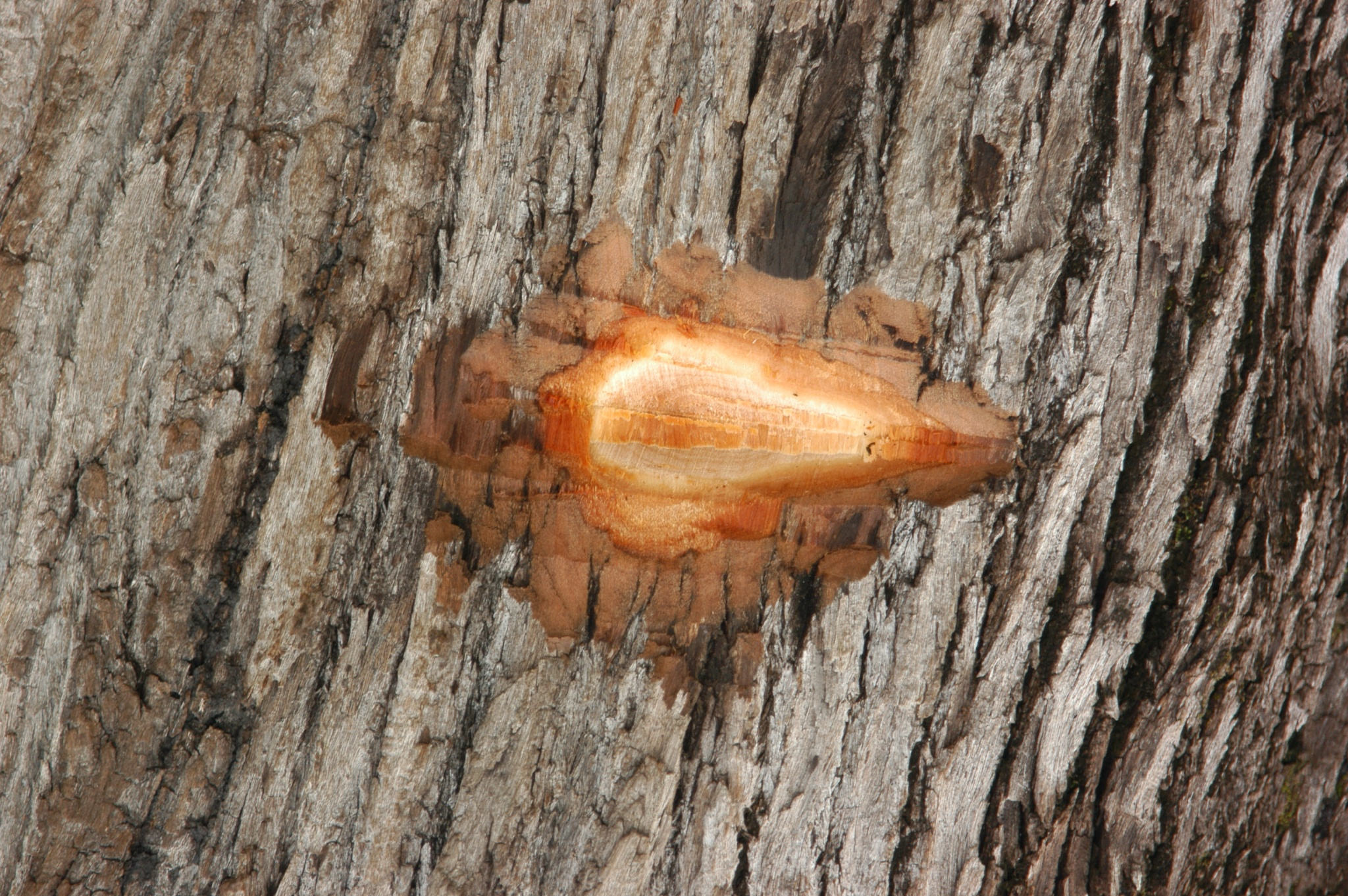
Anschnitt der Rinde eines Stammes von Humiria balsamifera (Humiriaceae). Ajuruteua-Halbinsel, Bragança, Pará, Brasilien

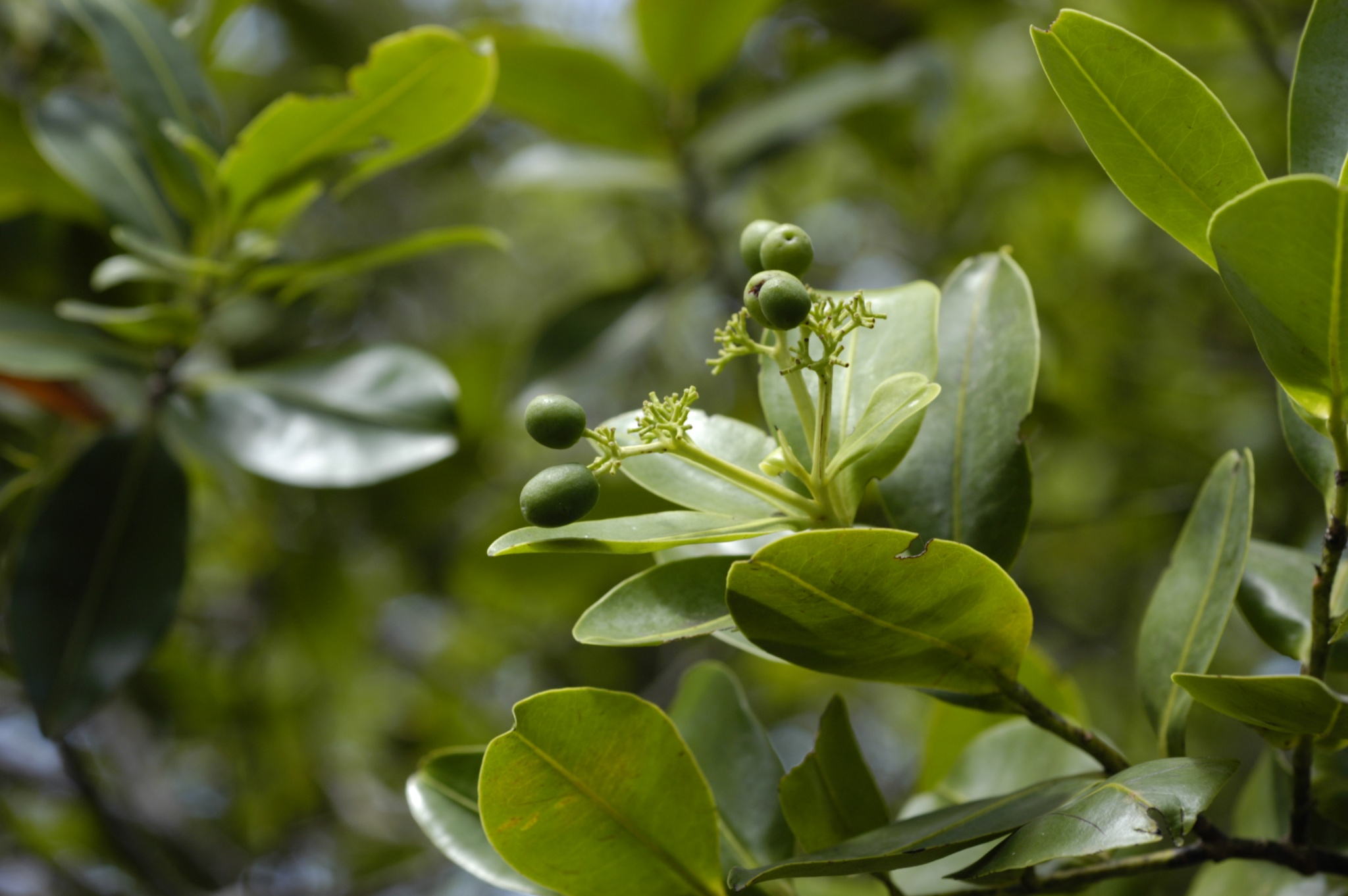
Fruchtstand mit unreifen Früchten von Humiria balsamifera (Humiriaceae). Ajuruteua-Halbinsel, Bragança, Pará, Brasilien

Humiria balsamifera ist eine Pflanzenart in der Familie der Humiriaceae. Sie ist im nördlicheren Südamerika heimisch. Das Holz ist hart und sehr beständig, weshalb es international gehandelt und verarbeitet wird, oft unter den Handelsnamen „Tauroniro“. Sie findet auch als Heilpflanze Verwendung.

## Beschreibung

### Erscheinungsbild und Blatt
Humiria balsamifera wächst als immergrüner, bei manchen Varietäten niedriger Strauch oder meist als kleiner bis großer Baum und kann Wuchshöhen von 27 bis 37 Meter erreichen. Der meist zylindrische Stamm weist Längen von 18 bis 21 Meter auf. Der Durchmesser des Stamms liegt häufig bei 0,50 bis 0,70 Meter, vereinzelt sogar bis zu 1,20 Meter. Das Holz ist hart. Die Zweige sind je nach Varietät fast stielrund bis abgeflacht; sie können durch die herablaufende Blattbasis geflügelt sein. Die Rinde der Zweige ist behaart oder kahl. Die Art führt einen rötlichen Balsam oder ein Oleoresin. Die gräuliche Borke ist dick und rissig.
Die wechselständig an den Zweigen angeordneten Laubblätter sind gestielt bis sitzend oder pseudo-gestielt. Die kahle, einfache, mehr oder weniger ledrige, dünne oder dicke, flexible oder oft steife Blattspreite ist in der Form variabel. Häufige Spreitenformen sind elliptisch, verkehrt-eiförmig oder länglich. Die Spreitenbasis ist meist etwas herablaufend, bei einigen Varietäten ist sie mehr oder weniger spitz zulaufend, keilförmig bis stumpf, manchmal abrupt in einen geflügelten Blattstiel verschmälert, seltener abgerundet bis stumpf. Das obere Ende der Blattspreite ist beispielsweise abgerundet bis stumpf oder gestutzt und öfters eingebuchtet, manchmal stachelspitzig, bis spitz oder zugespitzt. Die auch bzgl. der Größe sehr variable Spreite kann eine Länge von 18 cm und eine Breite von 7 cm erreichen. Die Blattoberseite ist kahl oder selten behaart. Die Mittelrippe ist auf der Blattoberseite auffällig und auf der Blattunterseite erhaben. Die Blattunterseite ist nahe dem Blattrand drüsig punktiert. Die dünnen Seitennerven sind bei einem Abstand von 3 bis 5 mm ausgebreitet, etwas erhaben sowie auffällig und gebogen; sie vereinigen sich nahe dem Spreitenrand. Der Blattrand ist ganz bis schwach gekerbt. Die Nebenblätter sind klein und fallen früh ab oder fehlen.

### Blütenstand und Blüte
Fast end- oder seitenständig stehen die 1,5 bis 6 cm langen Blütenstandsschäfte, die in typischer Weise geflügelt oder einfach kantig sind. Auch die gedrungene und steife Blütenstandsrhachis kann mehr oder weniger geflügelt sein und ist mehr oder weniger dicht kurzborstig behaart oder kahl. Viele Blüten stehen in fastendständigen, achselständigen und dichotomen oder abwechselnd verzweigten schirmrispigen Blütenständen, oft in zusammengesetzten rispigen Gesamtblütenständen, zusammen. Die beständigen Tragblätter (Brakteen) sind bei einer Länge von 0,5 bis 3 mm dreieckig oder eiförmig. Die gegliederten Blütenstiele sind im unteren, 1 bis 2 mm langen, Teil steif, sowie flaumig behaart und im oberen, 0,5 bis 2 mm langen, Teil dick, sowie kahl oder selten kurzborstig behaart.
Die zwittrigen Blüten sind fünfzählig mit doppelter Blütenhülle. Die fünf kurzen, 1 bis 2 mm langen und dicklichen, fast kreisförmigen oder eiförmigen, sich dachziegelartig überlappenden (imbrikaten) Kelchblätter sind becherförmig verwachsen; sie sind selten außen kurz borstig behaart und der Rand ist bewimpert, ansonsten sind sie kahl. Die fünf freien, relativ dicken, kahlen oder selten außen flaumig behaarten, weißen oder grünlich-weißen Kronblätter sind bei einer Länge von 4,5 bis 7 mm und einer Breite von 1 bis 1,6 mm eilanzettlich mit rundspitzigem oberen Ende. Die 20 Staubblätter stehen in einem Kreis. Die aufrechten, steifen, 4 bis 5 mm langen Staubfäden sind auf etwa der unteren Hälfte zu einer Röhre verwachsen, dabei wechseln zehn längere mit zehn kürzeren ab und die freien Bereiche sind dicht papillös. Die bei einer Länge von 0,8 bis 1 mm eiförmigen Staubbeutel sind oberhalb ihrer Basis dorsifix und das zungenförmige oder eilanzettliche Konnektiv ist viel länger als die zwei fast kugeligen, weich behaarten Theken, die fast seitlich an der Innenseite der Basis ansetzen; sie öffnen sich, wenn sie weggezogen werden. Der den Fruchtknoten umgebende Diskus wird aus 20 länglichen, dicken, an ihrer Basis verwachsenen, kahlen Schuppen gebildet. Fünf Fruchtblätter sind zu einem oberständigen, fünfkammerigen, eiförmigen Fruchtknoten verwachsen, der an seinem oberen Ende etwas weich behaart, aber sonst kahl ist. Jede Fruchtknotenkammer enthält zwei anatrope, hängende Samenanlagen und besitzt zwei Integumente. Der aufrechte, säulenförmige, dickliche Griffel ist mehr oder weniger rau behaart, aber am oberen Ende kahl und mindestens so lang wie die Staubfäden. Die dicken Narben sind sternförmig gelappt und kopfig.

### Frucht und Samen
Die bei einer Länge von 10 bis 15 mm und bei einem Durchmesser von 5 bis 8 mm relativ kleine, kahle Steinfrucht ist eiförmig bis ellipsoid. Das schwärzliche Epikarp ist dünn. Das fleischige Mesokarp ist mehr oder weniger süß, aromatisch und essbar. Das holzige, harte Endokarp (Steinkern) ist ellipsoid-länglich sowie an seiner Basis stumpf oder gerundet und besitzt zehn feine Streifen; diese gleich weit entfernten Streifen markieren fünf longitudinale, schmale Klappen, die sich mit fünf Vertiefungen am oberen Ende abwechseln (Keimöffnungen). Jede Fruchtknotenkammer entwickelt sich zu jeweils zwei überlagerten Kammern, die jeweils nur einen Samen enthalten, manchmal ist auch nur in einer dieser Kammern ein Samen entwickelt und fertil. So enthält eine Frucht oft nur ein bis vier entwickelte Samen.
Die Samen sind bei einer Länge von 3 bis 5 mm fast birnenförmig-ellipsoid oder länglich mit einem spitzen oberen Ende. Das äußere Episperm ist schuppig und das innere Tegmen häutig. Es ist ein fleischiges Endosperm vorhanden.

### Inhaltsstoffe
Calciumoxalat kommt als Druse in den Blättern und als Druse sowie Einzelkristall in den Sprossachsen vor. Die aus der Rinde gewonnene Droge enthält Bergenin. Fruchtfleisch und Samen enthalten fettes Öl.

## Vorkommen
Das relativ große natürliche Verbreitungsgebiet von Humiria balsamifera befindet sich in Südamerika in Guyana, Französisch-Guayana, Surinam, Venezuela, Kolumbien, Peru oder auch Brasilien (Amazonasgebiet). Humiria balsamifera gedeiht in dichten Wäldern auf sandigen oder tonigen Böden.

## Nutzung
Aus Humiria balsamifera, aber auch aus anderen Humiria-Arten, gewinnt man einen Balsam, aus dem  Umiri erzeugt wird. Er wird beispielsweise zur Herstellung von Duftstoffen genutzt. Die chemischen Abkömmlinge des enthaltenen Sesquiterpens riechen nach Holz und werden beispielsweise in Parfums und Deos verwendet.
Die Früchte sind essbar.

### Medizinische Verwendung
Der Balsam und eine Tinktur aus der Rinde wird in der Volksmedizin eingesetzt. Sie wird getrocknet und pulverisiert von den indigenen Stämmen am Rio Piraparaná bei frischen Wunden zur Beschleunigung der Heilung verwendet. Der Umiri-Balsam wird zum Verfälschen von Perubalsam verwendet. Die Rinde wird zur Behandlung von Amöbendysenterie eingesetzt.

### Repellent
Amerikanische und chinesische Forscher haben den Balsam von Humiria balsamifera als neues Repellent entdeckt, also als ein Mittel als Schutz gegen Mücken und andere Blutsauger. Mücken und Zecken sollen ähnlich gut abschreckt werden wie durch herkömmliche Abwehrmittel. Für Menschen ist der Wirkstoff Isolongifolenon geruchlos. Jährlich gibt es weltweit mehrere Hundert Millionen Infektionskrankheitsfälle, die durch blutsaugende Gliederfüßer (Arthropoda) übertragen werden. Gute Ergebnisse mit Isolongifolenon wurden beispielsweise bei Gelbfiebermücken (Aedes aegyptii) und Hirschzecken (Ixodes scapularis) erzielt. Isolongifolenon kann preiswert synthetisiert werden. Die Synthesemethode und die Verwendung als Repellent wurden als Patente angemeldet.

### Holznutzung
Das Holz wird in den Herkunftsländern sehr vielseitig verwendet. Handelsnamen für das Holz sind beispielsweise Tauroniro, Umiri/Houmiri, Chanul, Bastard Bulletwood, Oloroso, Tabaniro, Turanira und Tawanengro.
Das recht schwere, rötliche Holz wird in den Industrieländern vorwiegend in der Garten-, Terrassen- und Balkongestaltung verwendet. Als Terrassenholz bzw. für Terrassendiele ist dieses Holz durch seine Härte und Langlebigkeit sehr gut geeignet. Außerdem findet es als Bauholz mit Erdkontakt Verwendung. Die Oberfläche ist sehr gut ölbar und das Holz ist mechanisch leicht bis mäßig schwer zu bearbeiten.

### Holzeigenschaften
Das Kernholz ist rosa-braun bis rot-braun. Es hat eine recht feine Struktur und ist nur schwer vom rosa-grauen Splintholz zu unterscheiden. Das Holz wird in die Dauerhaftigkeitsklasse 1 bis 2 eingestuft (Dauerhaftigkeit gegen holzzerstörende Pilze nach EN 350-2), was einer Haltbarkeit von 20 bis 25 Jahren entspricht.
Im Gegensatz zu anderen Harthölzern ist es fast frei von Insektenlöchern (Wurmlöchern, Pineholes). Diese haben zwar bei geringen Vorkommen keinen Einfluss auf die Haltbarkeit, werden jedoch als ein optischer Mangel eingestuft. Es vergraut wie jede andere Holzart witterungsbedingt (Patina). Es zeigt keine auffälligen Auswaschungen oder Verfärbungen im Gegensatz zu anderen ähnlichen Holzarten, bei denen es zum „Ausbluten“ von Inhaltsstoffen kommt.

## Systematik
Mit der Erstbeschreibung der Art Humiria balsamifera hat Jean Baptiste Christophe Fusée Aublet 1775 in Histoire des Plantes de la Guiane Françoise, 1, S. 564–566, Tafel 225 die Gattung Humiria aufgestellt, dort in der Schreibweise „Houmiri“. Ein Homonym ist Humiria balsamifera J.St.-Hil., in Jean Henri Jaume Saint-Hilaire: Exposition des Familles Naturelles, 2, 1805, S. 374 veröffentlicht.
Synonyme für Humiria balsamifera Aubl. sind: Houmiri balsamifera Aubl., Humiria arenaria Baill., Humirium amplexicaule Mart. ex Urb., Humirium balsamiferum Benth., Humirium multiflorum Mart., Myrodendrum amplexicaule Spreng., Myrodendrum amplexicaule Willd., Myrodendrum balsamiferum Raeusch.
Der Gattungsname Humiria ist vom karibischen Namen „umiri“ abgeleitet, er wurde in Französisch-Guayana für Humiria balsamifera verwendet; auch im brasilianischen Amazonasgebiet wird die Art mit diesem Namen bezeichnet. Die Schreibweise Humiria an Stelle von „Houmiri“ wurde vom Code of International Nomenclature festgelegt. Das Artepitheton balsamifera leitet sich vom griechischen Wort balsamum (βαλσαμον) für „Balsam des Balsambaumes“ und -fer (von ferre, tragen) für „enthaltend“ ab; dies bezieht sich auf den roten Balsam, der rötlich eintrocknet.
Von Humiria balsamifera Aubl. gibt es etwa 7 bis 14 Varietäten:
- Humiria balsamifera Aubl. balsamifera
- Humiria balsamifera var. floribunda (Mart.) Cuatrec.
- Humiria balsamifera var. guianensis (Benth.) Cuatrec.
- Humiria balsamifera var. laurina (Urb.) Cuatrec.
- Humiria balsamifera var. parvifolia (A.Juss.) Cuatrec.
- Humiria balsamifera var. pilosa (Steyerm.) Cuatrec.
- Humiria balsamifera var. savannarum (Gleason) Cuatrec.
- Humiria balsamifera var. subsessilis (Urb.) Cuatrec.

## Weiterführende Literatur
- T. B. C. da Silva, V. L. Alves, L. V. H. Mendonca, L. M. Conserva, E. M. M. da Rocha, E. H. A. Andrade & R. P. L. Lemos: Chemical constituents and preliminary antimalarial activity of Humiria balsamifera, In: Pharmaceutical Biology. Volume 42, No. 2, 2004, S. 94–97, doi:10.1080/13880200490510702.
- Flora Brasiliensis, enumeratio plantarum in Brasilia hactenus detectarum: quas suis aliorumque botanicorum studiis descriptas et methodo naturali digestas partim icone illustratas / ediderunt Carolus Fridericus Philippus de Martius et Augustus Guilielmus Eichler ; iisque defunctis successor Ignatius Urban. Volumen 12, Pars 2, 1872–1877. Humiria balsamifera S. 440–441: Eingescannt bei biodiversitylibrary.org.
- Eduard Winkler: Vollständiges Real-Lexikon der medicinisch-pharmaceutischen Naturgeschichte und Rohwaarenkunde. Erster Band: A–L, Brockhaus, 1840, eingeschränkte Vorschau in der Google-Buchsuche auf S. 775.